# ヴィーコ・デル・ガルガーノ
ヴィーコ・デル・ガルガーノ（イタリア語: Vico del Gargano）は、イタリア共和国プッリャ州フォッジャ県にある、人口約7,600人の基礎自治体（コムーネ）。

## 地理

### 位置・広がり

#### 隣接コムーネ
隣接するコムーネは以下の通り。
- カルピーノ
- イスキテッラ
- モンテ・サンタンジェロ
- ペスキチ
- ローディ・ガルガーニコ
- ヴィエステ

## 文化・観光
「イタリアの最も美しい村」クラブ加盟コムーネである。